# Contea autonoma xibe di Qapqal
La contea autonoma xibe di Qapqal (察布查尔锡伯自治县S, Chábùchá'ěr Xíbó ZìzhìxiànP) è una contea della Cina, situata nella regione autonoma di Xinjiang e amministrata dalla prefettura autonoma kazaka di Ili.
Si tratta dell'unica contea autonoma Xibe di tutta la Repubblica Popolare Cinese.